# دوبیشچزنا
دوبیشچزنا (به لهستانی:  Dobieszczyzna) یک روستا در لهستان است که در گمینا ژرکوو واقع شده‌است.